# Известные старые песни (фильм)
«Известные старые песни» (другое название — «Старая песня») (фр. On connaît la chanson) — художественный фильм-мюзикл 1997 года режиссёра Алена Рене совместного производства Франции, Швейцарии, Великобритании и Италии.

## Сюжет
Студентка Камиль (Камилла) зарабатывает на жизнь, подрабатывая экскурсоводом по Парижу. Однажды она встречает Николя, бывшего парня своей старшей сестры Одиль. Николя приехал во Францию, что подыскать жильё в Париже, чтобы перевезти сюда жену и детей. Камиль пытается уговорить его встретиться вновь со своей сестрой, которая также мечтает переехать на новую квартиру. На помощь им приходит Марк, владелец агентства по продаже недвижимости. Когда Камиль приходит осмотреть предложенную её сестре квартиру, она знакомится с Марком и влюбляется в него с первого взгляда. Девушка не знает, что в неё давно влюблен Симон, сотрудник Марка, агент по продаже недвижимости, которому поручено подыскать квартиру для Николя.
Вскоре все встречаются на вечеринке, организованной Одиль… Оригинальность фильма состоит в том, в диалоги героев фильма включены фрагменты популярных песенок (более 40), которые идеально подходят к ситуациям, показанным в фильме.

## В ролях
- Пьер Ардити
- Сабина Азема
- Жан-Пьер Бакри
- Андре Дюссолье
- Аньес Жауи
- Ламбер Вильсон
- Джейн Биркин
- Жан-Поль Руссийон
- Жан-Пьер Дарруссен
- Нелли Боржо
- Гец Бюргер

## Награды
В 1998 году фильм стал обладателем семи премий «Сезар»:
- в номинации «Лучший фильм» (Ален Рене)
- в номинации «Лучший актёр» (Андре Дюссолье)
- в номинации «Лучший актёр второго плана» (Жан-Пьер Бакри)
- в номинации «Лучшая актриса второго плана» (Аньес Жауи)
- в номинации «Лучший сценарий» (Жан-Пьер Бакри, Аньес Жауи)
- в номинации «Лучший звук» (Пьер Ленуар, Жан-Пьер Лафорс и Мишель Клошендлер)
- в номинации «Лучший монтаж» (Эрве Де Люс).

Тогда же фильм стал обладателем премии Европейской киноакадемии в номинации «Лучший европейский сценарист 1997 года» (Жан-Пьер Бакри, Аньес Жауи).
В 1998 году режиссёр Ален Рене стал лауреатом премии Серебряный медведь Берлинского кинофестиваля за выдающиеся достижения в области киноискусства.